# タイルズ
タイルズ（TILES）は、プログラミングを学ぶためのビジュアルプログラミング言語。
日本のvplTiles.comによって開発され、2018年に正式リリースされた。
プログラミング初学者向けの学習テキストが含まれており、ユーザーはこれを読みながら編集画面でプログラムを作成する。
作成したプログラムは、タイルズの実行画面上でのみ動作する。
プログラミングの基本を学ぶことに重点が置かれているため、イベント駆動型ではなくフロー駆動型が採用されており、命令数も6つしかない。
なお、TILESとは「Tiny Iconic Language for Educational Service」の略で、その名のとおり、6つの命令はそれぞれのアイコンで示されている。

## 命令
つくる
画面に表示するオブジェクトの生成や変数の宣言を行う。
入れる
変数やオブジェクトのプロパティに値を代入する。
計算
四則演算と幾つかの算術関数を実行する。
くり返す
いわゆるループ文である。指定した回数や、特定の条件を満たす間だけ、処理を繰り返す。
もし
いわゆるif文である。指定された条件が満たされた場合のみ処理を実行する。
ターン
サブルーチンを呼び出す。
また、サブルーチンやループを途中で終了するときにもこの命令を使用する。